# 像素
像素或畫素，為影像顯示的基本單位，譯自英文「pixel」，pix是英语单词picture的常用简写，加上英语单词“元素”element，就得到pixel，故“像素”表示「畫像元素」之意，有時亦被稱為pel（picture element）。每个这样的訊息元素不是一个点或者一个方块，而是一个抽象的取樣。仔细處理的话，一幅影像中的像素可以在任何尺度上看起来都不像分离的点或者方块；但是在很多情况下，它们采用点或者方块显示。每個像素可有各自的顏色值，可採三原色顯示，因而又分成紅色、綠色、藍色三種子像素（RGB色域），或者青色、洋紅色（紫色）、黄色和黑色（CMYK色域，印刷行业以及打印机中常见）。照片是一个个取樣点的集合，在影像没有经过不正确的/有损的压缩或相机镜头合适的前提下，單位面積内的像素越多代表解析度越高，所顯示的影像就會接近于真实物体。

## 综述
一个像素通常被视为影像的最小的完整取樣。这个定义和上下文很相关。例如，我们可以说在一幅可见的影像中的像素（例如列印出来的一页）或者用訊號表示的像素，或者用數位表示的像素，或者螢幕上的像素，或者數位相機（感光元素）中的像素。这个列表还可以添加很多其它的例子，根據上下文，会有一些更为精确的同义词，例如像素，取樣点，字节，比特，点，斑，超集，三合点，条纹集，窗口，等等。我们也可以抽象地讨论像素，特别是使用像素作为解析度的衡量时，例如每英寸2400像素（ppi,Pixels per inch）或者640像素/线。“点”有时用来表示像素，特别是電腦市场，由于彩色電腦显示器如LCD或CRT是由三个三原色子像素 (紅、綠、藍)組成一個色彩像素,或稱点来描绘影像的，LCD螢幕在標準螢幕解析度下，对于一个像素可认为是由显示器的一个“点”来显示，因此ppi有时缩写为DPI（dots per inch，每英寸点数）。通常DPI这个单位用于印刷领域，而PPI用于電腦领域。

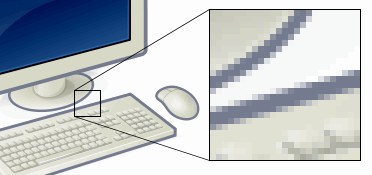
这个例子显示一組電腦的配件被放大的一部分。不同的陰影混合在一起产生了光滑影像的錯覺。注意，有时候（例如在这个例子中），文本的边缘像素其色彩被减弱以减少在正常大小时锯齿状的走样。这被称为抗失真（AntiAliasing，缩写为AA，顯示卡领域更通俗的叫法是“消除鋸齒”）。

用来表示一幅影像的像素越多，结果更接近原始的影像。一幅影像中的像素个数有时被称为影像解析度，虽然解析度有一个更为特定的定义。像素可以用一个数表示，譬如一个"3百萬像素"數位相機，它有额定三百万像素，或者用一对数字表示，例如"640乘480"，它有横向640像素和纵向480像素（就像VGA显示器那样），因此其总数为640 × 480 = 307,200像素（30.72万像素）。
數位影像的彩色取樣（例如网页中常用的JPG文件）也称为像素。取决于電腦螢幕，这些可能不是和螢幕解析度有一一对应的。在这种区别很明显的区域，可交換圖檔格式中的点更接近紋素。
在電腦編輯中，像素组成的图像叫點陣圖。點陣圖像可用于數位影像和某些类型的電腦生成技術。

### 原始和逻辑像素
因为多数電腦螢幕的解析度可以通过電腦的作業系統来调节，螢幕像素的解析度可能不是一个绝对的衡量标准。
现代液晶螢幕按设计有一个原始解析度，它代表像素和三元素组之间的完美匹配。（阴极射线管也是用红－绿－蓝荧光三元素组，但是它们和影像像素并不重合，因此和像素无法比较）。
对于该显示器，原始解析度能够产生最精细的影像。但是因为用户可以调整解析度，显示器必须能够显示其它解析度。非原始解析度必须通过在液晶螢幕上拟合重新取樣来实现，要使用插值算法。这经常会使螢幕看起来破碎或模糊。例如，原始解析度为1280×1024的显示器在解析度为1280×1024时看起来最好，也可以通过用几个物理三元素组来表示一个像素以显示800×600，但可能无法完全显示1600×1200的解析度，因为物理三元素组不够。
像素可以是长方形的或者方形的。有一个数称为长宽比，用于表述像素有多方。例如1.25:1的长宽比表示每个像素的宽是其高度的1.25倍。電腦螢幕上的像素通常是方的，但是用于數位影像的像素有矩形的长宽比，例如那些用于CCIR 601數位影像标准的变种PAL和NTSC制式的，以及所对应的寬螢幕格式。
单色影像的每个像素有自己的灰階影像。0通常表示黑，而最大值通常表示白色。例如，在一个8位元影像中，最大的無號整數是255，所以这是白色的值。
在彩色影像中，每个像素可以用它的色调，饱和度，和亮度来表示，但是通常用红绿蓝强度来表示（参看红绿蓝）.

### 位元每像素

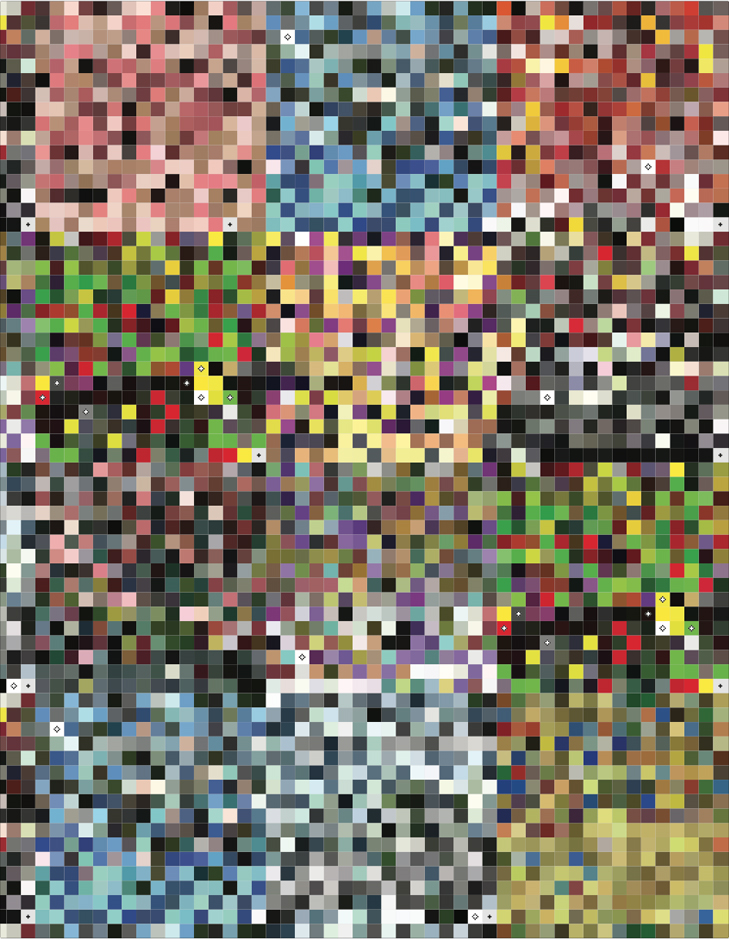
Pixel art

一个像素所能表达的不同颜色数取决于比特每像素（BPP,bit per pixel）。这个最大数可以通过取2的色彩深度次幂来得到。例如，常见的取值有
- 8 bpp：256色，亦称为“8位元”；
- 16 bpp：216=65,536色，称为高彩色，亦称为“16位元”；
- 24 bpp：224=16,777,216色，称为真彩色，通常的记法为“1670万色”，亦称为“24位色”；
- 32 bpp：224 +28，電腦领域较常见的32位色并不是表示232种颜色，而是在24位色基础上增加了8位元（28=256级）的灰階，因此32位元的色彩总数和24位元是相同的，32位元也称为全彩。
- 48 bpp：248=281,474,976,710,656色，用于很多专业的掃描器。

256色或者更少的色彩的影像经常以块或平面格式存储于顯示記憶體中，其中顯示記憶體的每个像素是到一个称为调色板的颜色代碼的索引值。这些模式因而有时被称为索引模式。虽然每次只有256色，但是这256种可以选自一个通常是16兆色的调色板，所以可以有多種組合。改变调色板中的色彩值可以得到一种动画效果，Windows 95和Windows 98的标志可能是这类动画最著名的例子了。
对于超过8位元的深度，这些数位就是三个分量（红绿蓝）的各自的数位的总和。一个16位元的深度通常分为5位红色和5位元蓝色，6位元绿色（眼睛对于绿色更为敏感）。24位元的深度一般是每个分量8位元。在Windows系统中，32位深度也是可选的：这意味着24位的像素有8位额外的数位来描述透明度。在老一些的系统中，4bpp（16色）也是很常见的。
当可交換圖檔格式显示在螢幕上，每个像素的数位对于光栅文本和对螢幕可以是不同的。有些光栅圖形文件格式相对其他格式有更大的色彩深度。例如GIF格式，其最大深度为8位（256色），而TIFF文件可以处理48位元色深。没有任何螢幕可以显示48位元色彩，人眼只能分辨约1000种颜色，CRT可以显示到32位元，而LCD由于自身的局限性最多只能显示24位元，中低階的LCD只能显示16位元甚至12位元，但如前所述，超过1000种颜色后人眼无从分辨，因此12位元或者16位元对于人眼区别不大。所以48位这个深度通常用于特殊专业应用，例如掃描器和列印機。这种文件在螢幕上采用24位深度绘制。

### 子像素
很多螢幕顯示器和影像取得系统出于不同原因无法显示或感知同一点的不同色彩通道。这个问题通常通过多个子像素的办法解决，每个子像素处理一个色彩通道。例如，LCD显示器通常将每个像素水平分解位3个子像素。多数LED显示器将每个像素分解为4个子像素；一个红，一个蓝，和两个绿。多数數位相機感測器也采用子像素，通过藍色光濾波器实现。（CRT显示器也采用红绿蓝荧光点，但是它们和影像像素并不对齐，因此不能称为子像素）。
对于有子像素的系统，有两种不同的处理方式：子像素可以被忽略，将像素作为最小可以存取的影像元素，或者子像素被包含到绘制计算中，这需要更多的分析和处理时间，但是可以在某些情况下提供更出色的影像。
后一种方式被用于提高彩色显示器的外观解析度。这种技术，被称为子像素绘制，利用了像素几何来分别操纵子像素，对于设为原始解析度的平面显示器来讲最为有效（因为这种显示器的像素几何通常是固定的而且是已知的）。这是反锯齿的一种形式，主要用于改进文本的显示。微软的ClearType，在Windows XP上可用，是这种技术的一个例子。

## 百万像素
百萬像素（Mega Pixels，缩写为MP）是指有「一百万个像素」，通常用于表达數位相機的解析度。例如，一个相机可以使用2048×1536像素的解析度，通常被称为有"3.1百萬像素/310万像素"（2048×1536=3,145,728，通常只计算前兩個位作有效數字）。
數位相机使用感光电子器件，或者是耦合电荷设备（CCDs）或者CMOS感測器，它们记录每个像素的辉度级别。在多数數位相機中，CCD采用某种排列的藍色光濾波器，在Bayer滤波器合併中带有红，绿，蓝区域，使得感光像素可以记录单个基色的辉度。相机对相邻像素的色彩訊息进行插值，这个过程称为解鑲嵌（de-mosaic），然后建立最后的影像。这样，一个數位相機中的x兆像素的影像最后的彩色解析度最后可能只有同样影像在扫描仪中的解析度的四分之一。这样，一幅蓝色或者红色的物体的影像倾向于比灰色的物体要模糊。绿色物体似乎不那么模糊，因为绿色被分配了更多的像素（因为眼睛对于绿色的敏感性）。参看 （页面存档备份，存于） 的详细讨论。
作为一个新的发展，Foveon X3 CCD采用三层影像感應器在每个像素點感應红绿蓝强度。这个结构消除了解鑲嵌的需要因而消除了相关的影像失真，例如高对比度的边的色彩模糊这种失真。

## 十億像素圖像
十億像素影像是一種超高解系度的影像，相較於一般1000萬像素的數位相機，差距高達100倍以上。十億像素影像通常只用在特定用途，例如人造衛星上。

### 世界解析度最高的照片
- 名稱：Gigapixel Dresden
- Claimed by: A.F.B. media GmbH / Sächsische Zeitung（德语：Sächsische Zeitung）（報紙）
- 來源：Hause der Presse（德语：Haus der Presse (Dresden)）、Dresden、德國
- 寬高: 297,500像素(W) × 87,500像素(H)
- 大小：102 GB
- 解析度: 26,031,250,000
- 年分：2009年
- 资料：Gigapixel-Dresden.de - Large Size Panoramas （页面存档备份，存于）

## 类似概念
从像素的思想衍生出几个其它类型的概念，例如体素（voxel）、纹素（texel）和曲面元素（surfel），它们被用于其它電腦圖學和影像处理应用。

## 参看
- 電腦顯示标准
- 影像解析度
- 体素
- 向量图形学
- 栅格化
- 画点函数
- 电子映射
- 像素畫
- 像素艺术
- Gigapixel图像
- 像素图像编辑器
- 像素广告
- 反像素
- 像素内和像素间处理

## 外部連結
- Flash兆像素计算器 ：计算图像尺寸，DPI和文件大小。
- 数码相机像素 （页面存档备份，存于）：像素，抖动，PPI，和打印尺寸的基本知识